# Strada statale 520 del Ceraso
La ex strada statale 520 del Ceraso (SS 520), ora strada regionale 520 del Ceraso (SR 520), è una strada regionale italiana, il cui percorso è per intero sviluppato nel comune di Ovindoli.

## Percorso
La strada ha inizio all'interno del centro abitato di Ovindoli, innestandosi sulla strada statale 696 del Parco Regionale Sirente-Velino, tratto precedentemente classificato come strada statale 5 bis Vestina-Sarentina. L'itinerario congiunge il centro abitato con gli impianti sciistici di Magnola ai piedi del Vado Ceraso, terminando con un caratteristico anello percorribile solo in senso orario.
In seguito al decreto legislativo n. 112 del 1998, dal 2001 la gestione è passata dall'ANAS alla Regione Abruzzo che ha provveduto al trasferimento dell'infrastruttura al demanio della Provincia dell'Aquila.